# 介廷乡
介廷乡，是中华人民共和国广西壮族自治区百色市隆林各族自治县下辖的一个乡镇级行政单位。

## 行政区划
介廷乡下辖以下地区：
介廷村、那达村、弄昔村、平利村、那桑村、老寨村、马窑村和岩怀村。